# Tasman Cargo Airlines

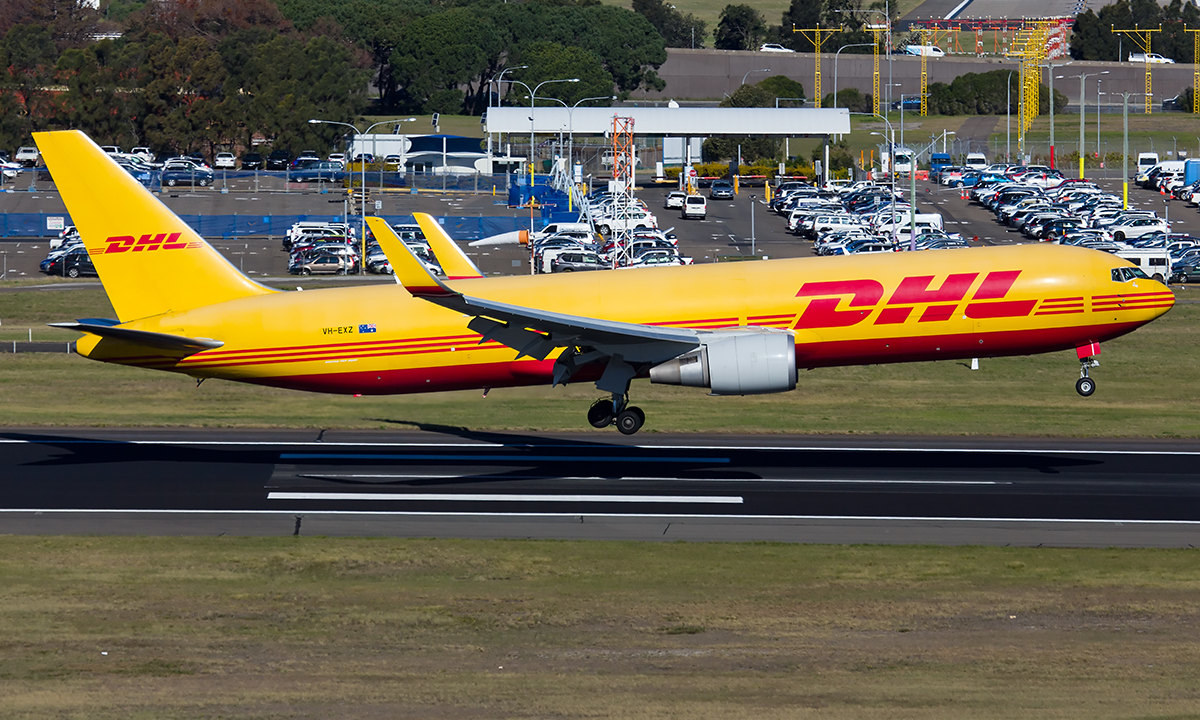
Boeing 767-300F в июле 2019 года

Tasman Cargo Airlines (ранее Premier Airlines, Asian Express Airlines) — австралийская грузовая авиакомпания. Базируется в Международный аэропорту имени Кингсфорда Смита в Сиднее. Второй хаб — новозеландский аэропорт Окленда.
Основная деятельность авиакомпании связана с грузовыми перевозками для компании DHL, которая на 2013 год владела 49 % акций авиакомпании.

## История
5 сентября 1994 году была основана авиакомпания Premier Airlines, выполняющая рейсы на Boeing 727-100.
Базовым аэропортом авиакомпании был аэропорт Мельбурна.

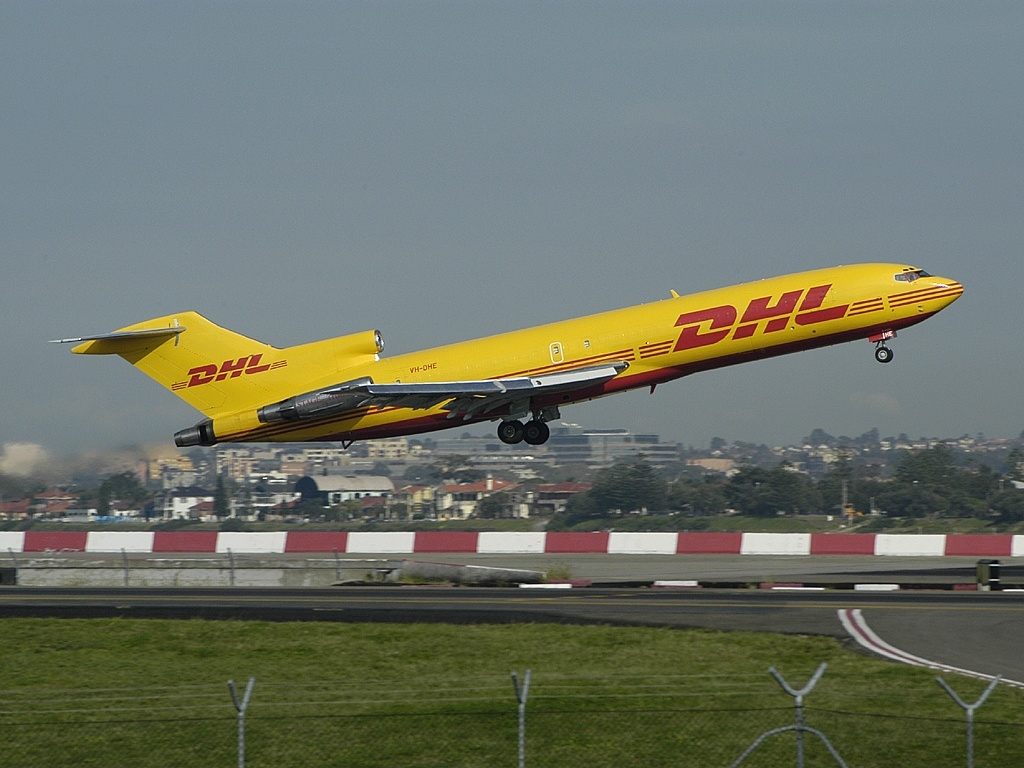
Boeing 727-200 (VH-DHE) вылетает из Сиднея в Окленд

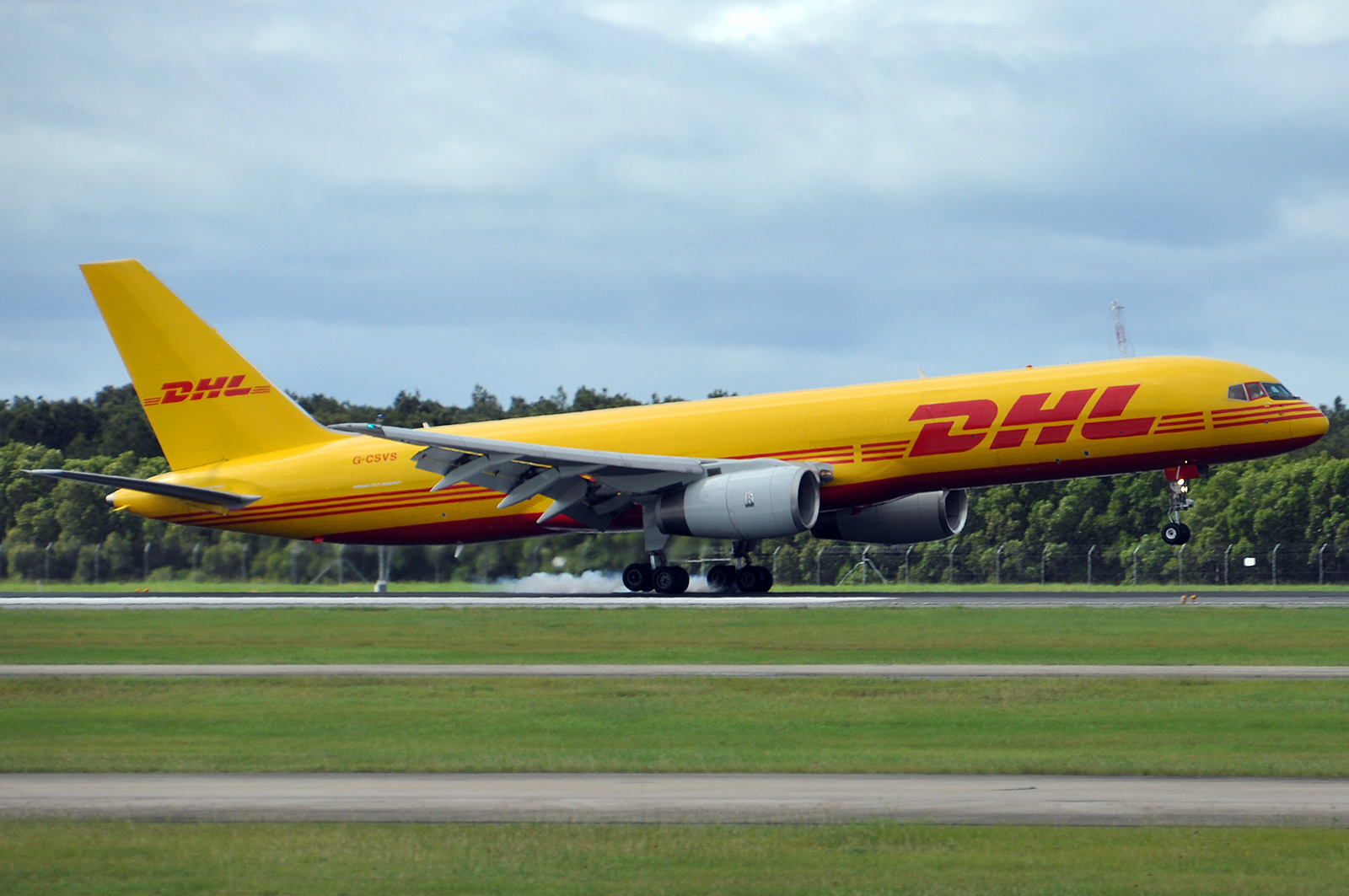
Boeing 757-200 в 2012 году, до получения австралийского регистрационного номера

В июне 1995 года авиакомпания на замену Boeing 727-100 приобрела Boeing 727-200 (VH-DHE), который к 2010 году оставался последним зарегистрированным в Австралии самолётом этой модели. Его использовали в основном как грузовой чартер, а в ночное время — для доставки грузов DHL на рейсах Сидней — Окленд (Новая Зеландия). В 2007 этот самолёт активно эксплуатировался для доставки гуманитарной помощи в Папуа Новую Гвинею после циклона Губа.
30 июня 1996 года авиакомпания сменила название на Asian Express Airlines. Вместе с названием сменился и код ICAO — TMN вместо AXF.
В 2008 году авиакомпания сменила название на Tasman Cargo Airlines.

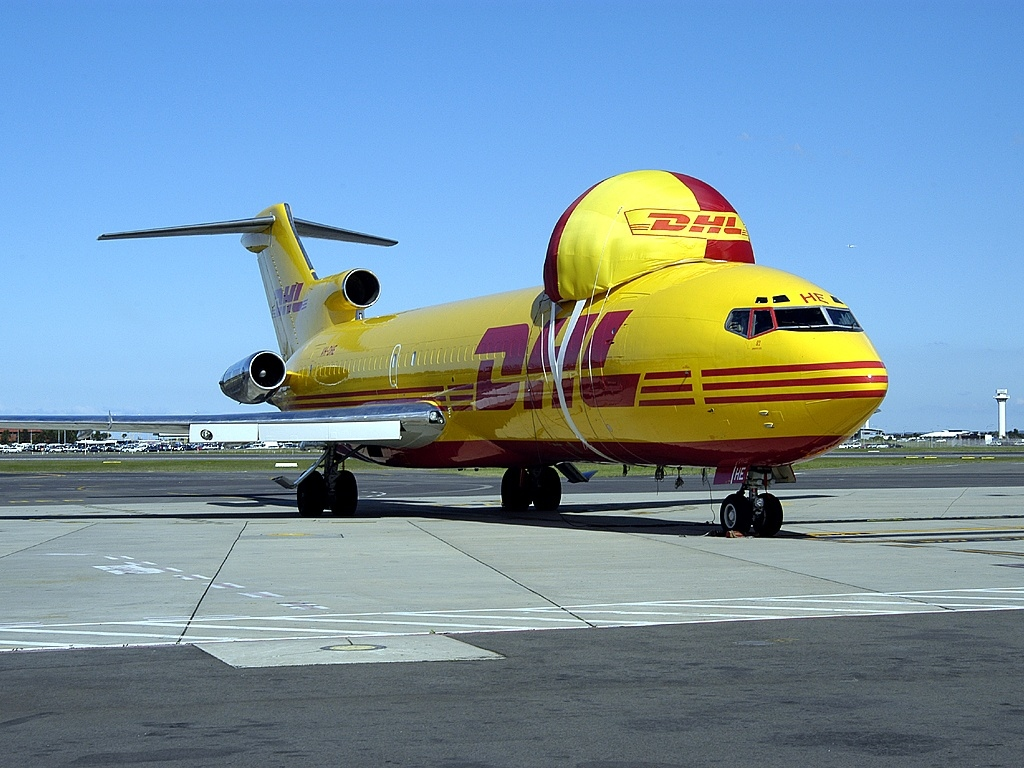
Boeing 727 после обновления ливреи был наряжен в специальную «шапку»

В сентябре 2010 года авиакомпания решила на смену Boeing 727-200 подыскать более новый Boeing 757-200. В 2011 году самолёт был переделан из пассажирского в грузовой компанией Flightstar Aircraft Services, а в 2013 году был получил регистрационный номер VH-TCA.
Летом 2018 года Boeing 757-200 был заменён на Boeing 767-300F, который на август 2019 остаётся единственным во флоте авиакомпании.

## Маршрутная сеть
Tasman Cargo Airlines выполняет рейсы в Тасманию и другие регионы Австралии и Новой Зеландии, а также чартерные рейсы по различным направлениям в юго-западной части Тихого океана и в Азии.

## Галерея

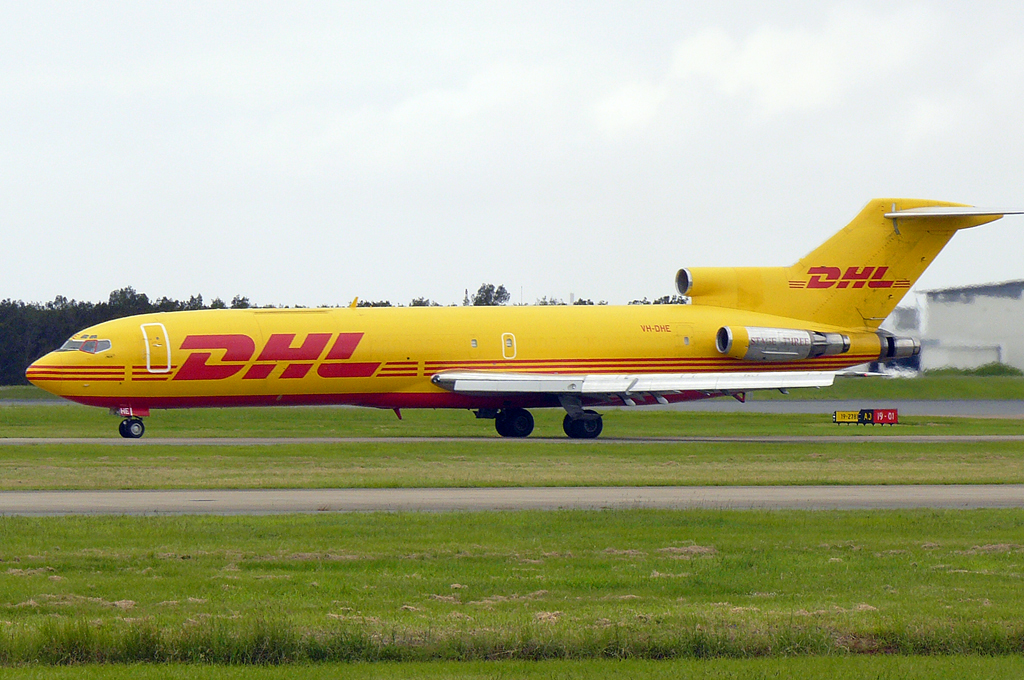
Boeing 727-200
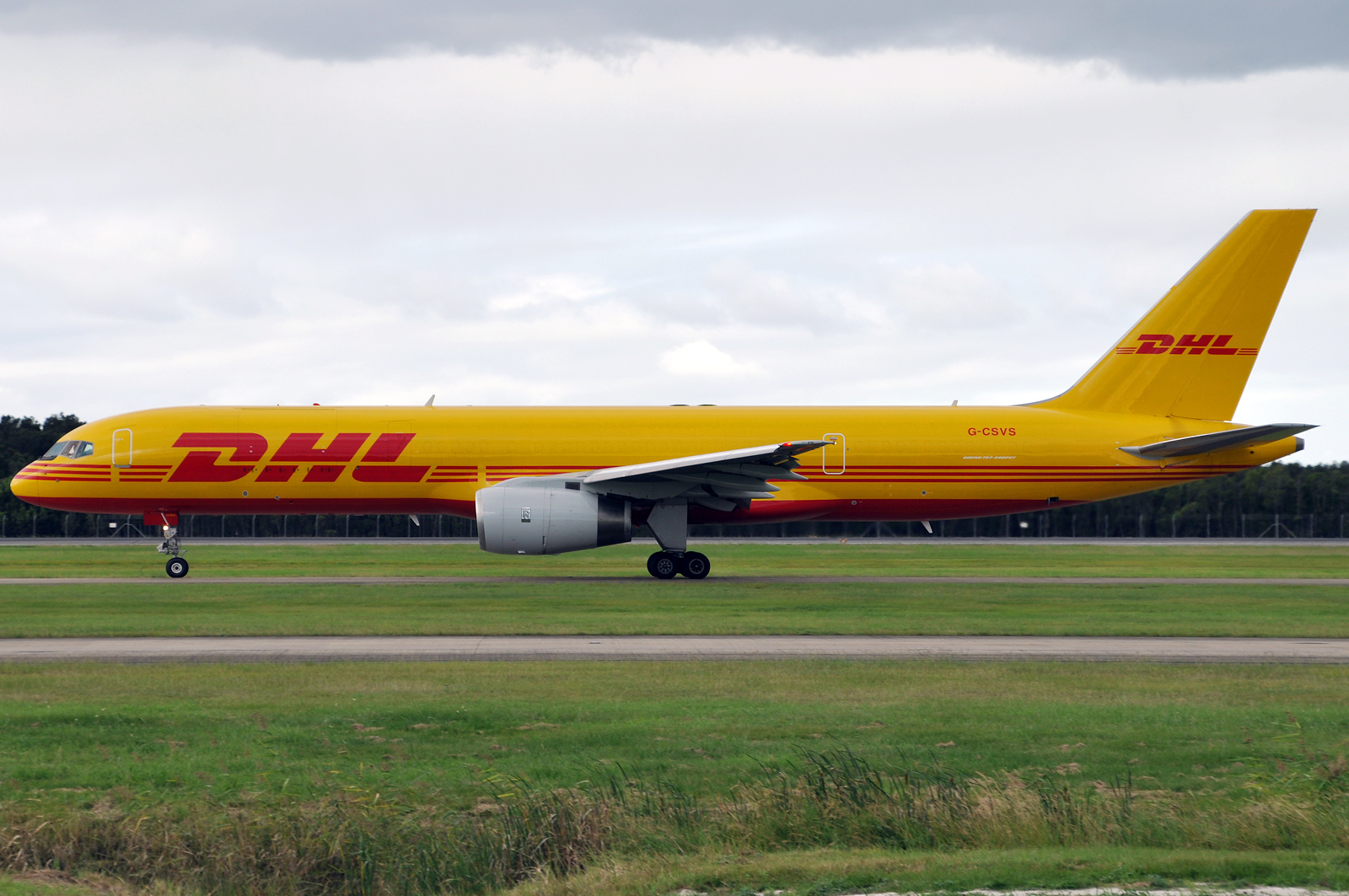
Boeing 757-200
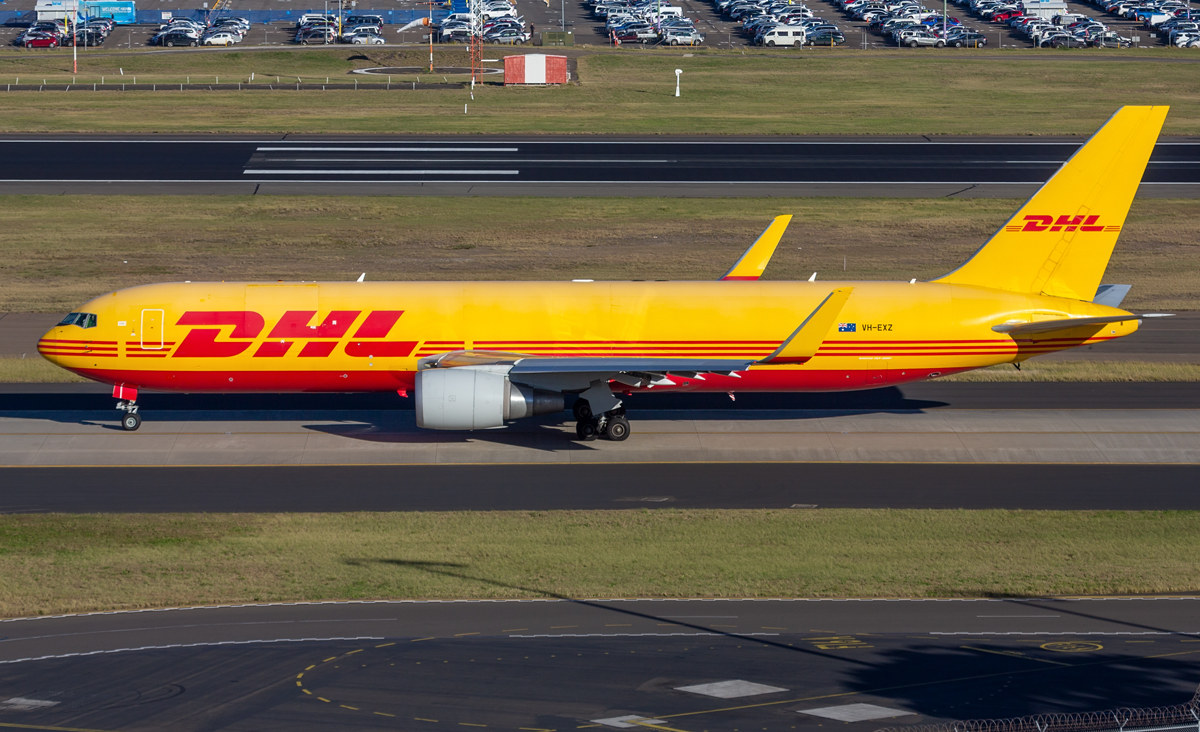
Boeing 767-300